# جيمس ألجر في
جيمس ألجر في (بالإنجليزية: James Alger Fee)‏ هو محامي وقاضي أمريكي، ولد في 24 سبتمبر 1888 في بيندلينتون في الولايات المتحدة، وتوفي في 25 أغسطس 1959 في فلوريدا في الولايات المتحدة.